# ダラー・プリンセス

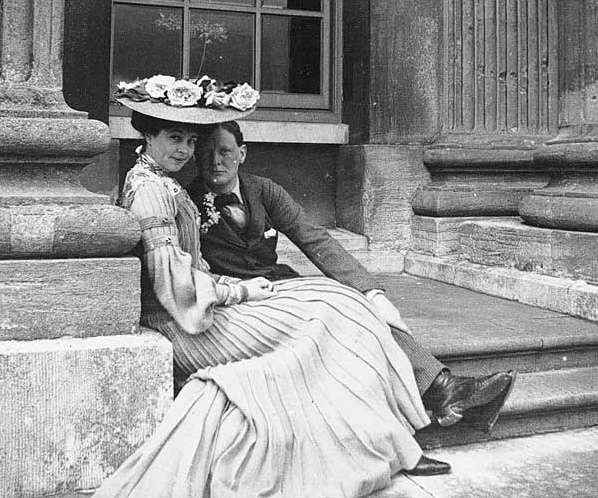
ブレナム宮殿の外廊でくつろぐコンスエロ・ヴァンダービルトと義理の従弟ウィンストン・チャーチル、1902年。ウィンストンの母レディ・ランドルフとコンスエロの2人の米国人花嫁のもたらした潤沢な持参金が、経済的没落に瀕していた英国のマールバラ公爵家を救った。

ダラー・プリンセス（Dollar princesses ドルのプリンセス）、時としてダラー・ダッチェス (Dollar duchesses ドルの公爵夫人) は、19世紀後半から20世紀前半にかけて一挙に増加した、称号を持つ欧州の王侯貴族に嫁いだアメリカ合衆国籍の富裕層の女性を指す語である。

## 定義と事例
彼女たちは大抵、新興成金の産業資本家の娘であり、家族の社会的な承認欲求から、莫大な持参金を付けられ、大英帝国を始めとする欧州諸国の、高貴な称号を持つ男性たちの花嫁となり大西洋を渡った。こうした政略結婚は、米国が獲得しつつあった経済的富と米国では手に入らぬ伝統的特権との交換、一種の贈与交換として機能した。『称号を持つアメリカ人（Titled Americans）』（1915年）という書籍に拠れば、金ぴか時代と進歩主義時代に、アメリカ人女性とヨーロッパ貴族男性の縁組は合わせて454組あった。アメリカ議会図書館は発行したある解説書の中で、この時期の「イギリス貴族院議員の3分の1以上が米国人の女子相続人を妻に迎えていた」と主張している。英国の『スペクテイター』誌は「6人の公爵」を含む102名の「爵位ある英国人貴族」が米国人女子相続人と結婚していると報じた。
著名なダラー・プリンセスには以下のような人物がいる。
- ジャネット（ジェニー）・ジェロームは、投資家レナード・ジェロームの娘で、1874年、第7代マールバラ公爵の三男ランドルフ・チャーチル卿と結婚、政治家サー・ウィンストン・チャーチルの母となった[3][1]。
- コンスエロ・イスナガ（英語版）は、キューバ系農園主アントニオ・モデスト・イスナガの娘で、1876年、第7代マンチェスター公爵（英語版）の長男・嗣子マンデヴィル子爵（英語版）（後に第8代マンチェスター公爵）と結婚し、イーディス・ウォートンの小説『バッカニアーズ（英語版）』執筆の着想を与えた[1]。
- メアリー（ミニー）・スティーヴンスは、ホテル・ヴィクトリアなどの経営で知られたホテル王パーラン・スティーヴンスの娘で、1878年、初代アングルシー侯爵の孫にあたる軍人サー・アーサー・パジェット（英語版）と結婚した[1]。
- フランセス・エレン・ワーク（英語版）は、投資家フランクリン・ワークの娘で、1880年、初代ファーモイ男爵の次男ジ・オナラブル・ジェームズ・ロッシュ（英語版）（後に第3代ファーモイ男爵）と結婚、ウェールズ公妃ダイアナの曾祖母となった[4]。
- メアリー・ライター（英語版）は、デパート経営者リーヴァイ・ライター（英語版）の娘で、1895年、第4代スカーズデール男爵（英語版）の長男・嗣子ジ・オナラブル・ジョージ・カーゾン（後に初代カーゾン侯爵）と結婚、1889年夫のインド副王着任に伴い副王夫人となり、大英帝国の歴史において最も高位にのぼったアメリカ生まれの女性となった[5][1]。
- コンスエロ・ヴァンダービルトは、財閥ヴァンダービルト家の指導者ウィリアム・キッサム・ヴァンダービルトの娘で、1895年、第9代マールバラ公爵と結婚した[6]。
- ナンシー・ラングホーン（英語版）は、鉄道経営者チズウェル・ラングホーン（英語版）の娘で、1897年、米英二重国籍の財閥アスター家の後継者ウォルドーフ・アスター（後に第2代アスター子爵）と結婚した[1]。
- メアリー・ゲレット（英語版）は、不動産業経営者オグデン・ゲレット（英語版）の娘で、1903年、第8代ロクスバラ公爵と結婚した[1]。
- アルバータ・スタージェス（英語版）は、南部農園主ウィリアム・スタージェスの娘で、1905年、第7代サンドウィッチ伯爵の孫にあたるジョージ・モンタギュー（英語版）（後に第9代サンドウィッチ伯爵）と結婚した[1]。
- マーガレッタ・ドレクセル（英語版）は、銀行家アンソニー・ジョゼフ・ドレクセル・ジュニア（英語版）の娘で、1910年、第13代ウィンチェルシー伯爵（英語版）の長男・嗣子メイドストーン子爵（英語版）（後に第14代ウィンチェルシー伯爵）と結婚した[1]。
- ナンシー・メイ・リーズは、スズ鉱業経営者ウィリアム・べイトマン・リーズ（英語版）の未亡人で、1920年、ギリシャ王子クリストフォロスと結婚したが、2度の婚姻歴があり、財産を前夫から相続していたという点で、典型的なダラー・プリンセス像から逸脱していた[7][8]。
- 1928年、ブルガリア王ボリス3世は氏名未詳のとあるダラー・プリンセスとの結婚を考えているとの報道が出た[9]。

欧州においてダラー・プリンセスは、米国籍に限らず、貴族称号を持つ男性と結婚した資産家平民女性を指す語として使用される場合があった。
- 後にサイレント映画スターとなるエリー・マリー・タウロウ（英語版）は、富裕なノルウェー人画家フリッツ・タウロウの娘で、1903年、ドイツ系スウェーデン貴族フレーリヒ家（スウェーデン語版）出身のオペラ歌手ルイ・フレーリヒと結婚した際、デンマークの新聞に「ダラー・プリンセス」と報じられた。しかしタウロウ家はノルウェーの名家であり、貴族との通婚によって社会的身分の上昇を図る必要はなかったため、この報道は不正確だった[10]。

## フィクション
ダラー・プリンセスの語は彼女たちが多く出現した時代のフィクションにおいて頻出し、例えばジョージーナ・ノーウェイの『トレガーセン（Tregarthen）』（1896年）においては次のように言及される：
コンヴェントリーでの生活は独り身の男性でも高くつきますから、アルジャーノン様の借金はなかなか全額返済できませんし、他方で独身の若い女性たちもみな、断言できますが、みな惨めなほど貧乏なのです。そしてまた誓って本心ですが、マダム・エリーズからの請求書を伯爵［である貴方］に送り付ける仕事は本当に私にとって不本意なのです！信じてくださいね。こうなると私たちは貴方のためにアメリカ人のダラー・プリンセスを探さねばなりません。彼女たちは［貴族の］称号を欲しがっていると言いますし、そうでないと私たちも困ります。
ヘンリー・ジェイムズの『黄金の盃』（1904年）において、米国人の富豪で美術品収集家のアダム・ヴァーヴァーと一人娘のマギーは帝国主義者のように欧州の美術品を奪い取る「略奪者」と形容され、ヴァーヴァーはイタリア人の没落貴族アメリーゴ公爵を「ここヨーロッパでしか得ることのできない蒐集品の一つ」として収集し、マギーと彼を結婚させ、マギーはダラー・プリンセスの1人に納まる。
オーストリア人作曲家レオ・ファルのドイツ語オペレッタ『ダラー・プリンセス』（1907年）はファルの出世作となった。同作の英語版ミュージカル『ダラー・プリンセス』（1909年）はジェローム・カーンによる歌曲の追加等を経て完成し、英米で上演された。
1920年に刊行された英国のある小説の書評には、「あらすじは至って単純で、アメリカ人の粗野な『ダラー・プリンセス』とランカシャー出の可憐な令嬢の2人の若い資産家女性が、先祖代々の信仰を守る農業経営者の若い準男爵の愛をめぐって争う話が中心である」とある。
イーディス・ウォートンが生涯最後に着手し、未完にとなった小説『バッカニアーズ』（1938年）は、ダラー・プリンセスたちを中心人物に置いている。
ジュリアン・フェロウズ製作の英国ドラマシリーズ『ダウントン・アビー』（2010年 - 2015年）の主要人物の1人であるグランサム伯爵夫人コーラ・クローリーは、莫大な持参金で同伯爵家を経済破綻から救ったダラー・プリンセスであり、アメリカ人女優エリザベス・マクガヴァンによって演じられた。
2020年代に入っても、英語圏のロマンス小説では金ぴか時代のダラー・プリンセスを主人公とするシリーズが刊行されている。

## 引用・脚注
1. 1 2 3 4 5 6 7 8 9 10  Saelee, Mike. “Research Guides: Dollar Princesses: Topics in Chronicling America: Introduction” (英語). guides.loc.gov. 2023年4月12日閲覧。
2. ↑  Shakespeare, Nicholas (2017年6月8日). “Gilded prostitution” (英語). The Spectator. 2023年4月12日閲覧。
3. ↑  Shields, Pamela (2009-10-15) (英語). Hertfordshire Secrets & Spies. Amberley Publishing Limited. ISBN 978-1-4456-2872-1
4. ↑  “How American 'Dollar Princesses' Invaded British High Society” (英語). HISTORY (2023年9月12日). 2023年9月14日閲覧。
5. 1 2  Henderson, Amy. “"Downton Abbey" and the Dollar Princesses” (英語). Smithsonian Magazine 2023年4月12日閲覧。.
6. ↑  “ADAF — Individual Lectures: Dressed in Diamonds: American Princesses and Gilded Age Fashion Kevin L. Jones, Fashion Institute of Design and Merchandising Museum”. adafca.org. 2023年4月12日閲覧。
7. ↑  “New Castle Herald 20 Dec 1922, page Page 1” (英語). Newspapers.com. 2023年4月12日閲覧。
8. ↑  “THE AMERICAN DOLLAR PRINCESS IN GREECE”. Current Opinion:  78 v. (1888).
9. ↑  “The Bristol Herald Courier 03 Sep 1928, page 7” (英語). Newspapers.com. 2023年4月12日閲覧。
10. 1 2  Hiort, Ivar (1 October 1910). “Yore Landsmænd i Udlandet: Louis Frölich”. Masken 1 (1):  169.
11. ↑  Norway, G. (1896). Tregarthen. London: Hurst and Blackett
12. ↑  中村, pp. 146-147.
13. ↑  中村, pp. 148-149.
14. ↑  “Yorkshire and Lancashire in recent fiction”. The Bookman:  87 v. (1920).
15. ↑  Review: The Duchess Takes a Husband. By: Kobiela-Mondor, Jenny. Library Journal.  Mar2023, Vol. 148 Issue 3, p132-132. 1/6p. ,